# Simon Shirley
Simon Shirley, född 3 augusti 1966, är en friidrottare från Australien. Han deltog vid olympiska sommarspelen 1988.